# Trofeo Ciudad de Santa Coloma
El Ciudad de Santa Coloma (en catalán Ciutat de Santa Coloma) fue un torneo de verano amistoso de fútbol disputado en Santa Coloma de Gramanet, provincia de Barcelona, en Cataluña, y que organizaba el club local  UDA Gramenet desde 1972 . 
En 1992 el Trofeo dejó de disputarse y fue sustituido por el Trofeo Martínez Cayuela desde 1995 a 1998, como homenaje al expresidente de la entidad.

## Palmarés
Trofeo Ciudad de Santa Coloma
| Año  | Edición | Campeón      | Resultado | Subcampeón    |
| ---- | ------- | ------------ | --------- | ------------- |
| 1972 | I       | CE Júpiter   | 2-1       | UDA Gramenet  |
| 1973 | II      | CE Júpiter   | 1-0       | UDA Gramenet  |
| 1974 | III     | UDA Gramenet | 3-1       | UE Artiguense |
| 1975 | IV      | CD Moncada   | 2-0       | CF Gavá       |
| 1976 | V       | CE Júpiter   | 1-0       | CF Badalona   |
| 1977 | VI      | UDA Gramenet | 4-1       | CF Badalona   |
| 1978 | VII     | UDA Gramenet | 1-0       | CF Badalona   |
| 1979 | VIII    | UDA Gramenet | 1-0       | CE Júpiter    |
| 1980 | IX      | CF Badalona  | 5-3       | UDA Gramenet  |
| 1981 | X       | UDA Gramenet | 5-1       | UA Horta      |
| 1982 | XI      | CE Júpiter   | 1-1       | UDA Gramenet  |
| 1983 | XII     | UA Horta     | 3-1       | UDA Gramenet  |
| 1984 | XIII    | UDA Gramenet | 3-2       | CF Badalona   |
| 1985 | XIV     | UE Figueres  | 2-1       | UDA Gramenet  |
| 1986 | XV      | UDA Gramenet | 4-2       | FC Martinenc  |
| 1987 | XVI     | UDA Gramenet | 1-1 (pen) | AEC Manlleu   |
| 1988 | XVII    | CF Badalona  | 1-0       | CD Milán      |
| 1989 | XVIII   | CD Milán     | 4-1       | CF Badalona   |
| 1990 | XIX     | CD Blanes    | 3-0       | CD Milán      |
| 1991 | XX      | UDA Gramenet | 2-0       | CD Blanes     |
| 1992 | XXI     | UDA Gramenet | 3-1       | CE Sabadell   |

Trofeo Martínez Cayuela
| Año  | Edición | Campeón        | Resultado  | Subcampeón       |
| ---- | ------- | -------------- | ---------- | ---------------- |
| 1995 | I       | UDA Gramenet   | 1-0        | Real Madrid CF B |
| 1996 | II      | Uruguay sub-21 | 1-0        | UDA Gramenet     |
| 1997 | III     | UDA Gramenet'  | triangular | UE Figueres      |
| 1998 | IV      | UDA Gramenet   | 3-2        | CE Europa        |

## Campeones
| Equipo         | Títulos | Ediciones                                                                    |
| -------------- | ------- | ---------------------------------------------------------------------------- |
| UDA Gramenet   | 13      | 1974, 1977, 1978, 1979, 1981, 1984, 1986, 1987, 1991, 1992, 1995, 1997, 1998 |
| CE Júpiter     | 4       | 1972, 1973, 1976, 1982                                                       |
| CF Badalona    | 2       | 1980, 1988                                                                   |
| CD Milán       | 2       | 1985, 1989                                                                   |
| CD Moncada     | 1       | 1975                                                                         |
| UA Horta       | 1       | 1983                                                                         |
| CD Blanes      | 1       | 1990                                                                         |
| Uruguay sub-21 | 1       | 1996                                                                         |